# Cthylla microfasciculumque
 Cthylla microfasciculumque  ist eine Art der Protisten innerhalb der Parabasalia. Sie lebt als Endosymbiont im Darm der auf Kuba heimischen Termitenart Reticulitermes virginicus. Es handelt sich um die bislang einzige bekannte Art der Gattung Cthylla.
Benannt wurden die 2012 beschriebene Art und Gattung nach dem fiktiven Wesen Cthylla aus dem Roman The Transition Of Titus Crow von Brian Lumley, der sie als jüngste Tochter des Cthulhu im Cthulhu-Mythos von H.P. Lovecraft beschrieb.

## Merkmale
Cthylla microfasciculumque ist ein einzelliges Lebewesen. Es handelt sich um einen kleinen Flagellaten mit einer Länge von 10 bis 15 μm und einer Breite von 6 bis 10 μm und einem einzelnen am Vorderende befindlichen Zellkern, der einem ausgeprägten Axostyl anliegt. Dieses zieht sich durch die gesamte Zelle und endet in einem zugespitzten Teil am hinteren Ende der Zelle. Am Vorderende befindet sich zudem ein Bündel von 5 Flagellen, die sich synchron bewegen und sich dabei alternierend nach vorn zu einem festen Bündel zusammenrollen und danach nach hinten schlagen und sich dabei in einzelne Flagellen auflösen.

## Lebensweise
Cthylla microfasciculumque lebt als Endosymbiont und Teil der Darmflora im Darm der Termitenart Reticulitermes virginicus. Die Fortbewegung der Zellen erfolgt über das alternierende zusammenrollen und nachfolgende Schlagen des Flagellenbündels am Vorderende der Zelle.

## Systematik
Die Gattung Cthylla und die darin enthaltene Art Cthylla microfasciculumque wurde von Erick R. James und Patrick J. Keeling 2012 gemeinsam mit der ebenfalls neuen Art Cthulhu macrofasciculumque beschrieben. Beide Arten wurden den Parabasalia zugeordnet, wobei die nächsten Verwandten ebenfalls in Termiten leben.
Die Benennung der Gattung erfolgte nach dem fiktiven Wesen Cthylla aus dem Roman The Transition Of Titus Crow von Brian Lumley, der sie als jüngste Tochter des Cthulhu im Cthulhu-Mythos von H.P. Lovecraft und als geflügelten Cephalopoden beschrieb. Die Wissenschaftler gaben der Art den Namen, da es sich um eine kleinere Verwandte von Cthulhu handelt. Der Artname bezieht sich dagegen auf das kleine Flagellenbündel der Art (macrofasciculumque aus „micro“ und „fasciculumque“).

## Belege
1. 1 2 3 4 5  Erick R. James, Noriko Okamoto, Fabien Burki, Rudolf H. Scheffrahn, Patrick J. Keeling: Cthulhu Macrofasciculumque n. g., n. sp. and Cthylla Microfasciculumque n. g., n. sp., a Newly Identified Lineage of Parabasalian Termite Symbionts. PLOS, 18. März 2013; doi:10.1371/journal.pone.0058509